# Gamba de legn

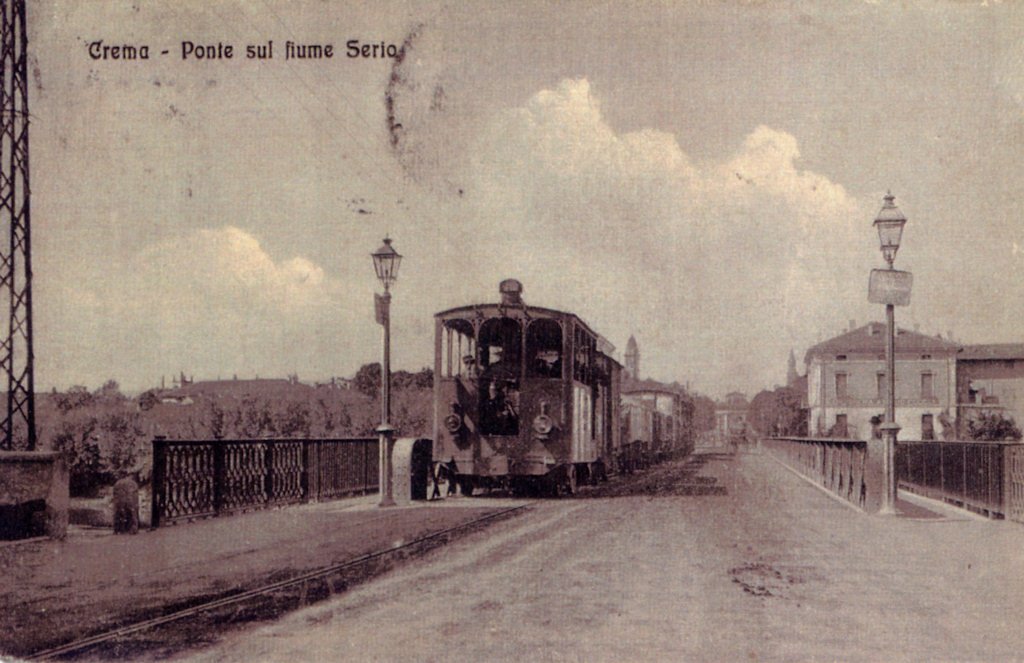
Un "gamba de legn" in transito sul ponte sul fiume Serio a Crema

"Gamba de legn" (in italiano "Gamba di legno") è un'espressione lombarda che veniva usata nel Milanese fra la fine dell'Ottocento e la metà del Novecento per indicare le locomotive a vapore utilizzate nelle prime linee tranviarie interurbane che applicavano la trazione meccanica in luogo di quella a cavalli. Per estensione, il termine era impiegato anche per indicare le stesse linee.

## Origine del termine
L'origine del nomignolo "Gamba de legn" è incerta; alcune fonti lo attribuiscono al moto oscillante ("zoppicante") del tram ed al fatto che uno dei primi operai che azionava gli scambi manuali avesse una gamba di legno. Al tempo ancora non esisteva ancora il freno continuo ed il regolamento prevedeva che i convogli, quando attraversavano i paesi, dovevano essere preceduti da un cantoniere, il quale, munito di bandiera rossa e tromba, segnalava il pericolo. A quei tempi non si prevedeva l'assunzione di invalidi, per cui è verosimile che l'appellativo "Gamba de legn" sia dovuto all'andatura lenta e traballante del mezzo, causata dal serpeggiare del percorso e dal cattivo stato della linea accidentata e in promiscuità con la strada.

## Storia
Le prime linee ad essere servite da questo genere di convogli furono la Milano-Vaprio, inaugurata nel 1878, la Milano-Saronno-Tradate, la cui trazione inizialmente fu animale per poi essere sostituita con quella a vapore durante il medesimo anno, e la Milano-Magenta/Castano Primo, aperta tra il 1879 e il 1880. Negli anni seguenti il sistema si diffuse in tutta Lombardia e nel resto d'Italia. Per quanto riguarda la città di Milano furono aperte negli anni immediatamente successivi la Milano-Vimercate, la Milano-Pavia, la Milano-Lodi, la Milano-Gallarate, la Milano-Giussano/Carate Brianza e diverse altre linee aventi come capolinea Lodi e Monza. Alla fine del XIX secolo più di 150 linee servite dai Gamba de legn erano impiegate per collegare il capoluogo lombardo con i centri circostanti. Per qualche decennio, fino all'avvento della trazione elettrica sulle tranvie e delle autolinee, il Gamba de legn divenne uno dei simboli della provincia milanese.
L'ultima tranvia interurbana a vapore a servizio della città ambrosiana fu la Milano-Magenta/Castano Primo, nel corso del tempo ridotta al solo tronco Milano–Vittuone, la cui ultima corsa fu effettuata il 31 agosto 1957. L'ultima in assoluto di queste linee a venire soppressa fu invece la Monza–Trezzo–Bergamo, che rimase in funzione fino al 28 giugno 1958. I convogli che viaggiarono su questa linea presero anche il diverso appellativo di Sgich. 
Una locomotiva usata sulla Milano – Magenta/Castano Primo è esposta al Museo Leonardo da Vinci di Milano. È un modello prodotto dalla casa tedesca Henschel; un'altra locomotiva, sempre di proprietà del Museo Leonardo da Vinci, è esposta sulla via principale di Settimo Milanese, grosso modo dove si trovava la fermata di "Cascine Olona" di una delle linee di Gamba de legn.

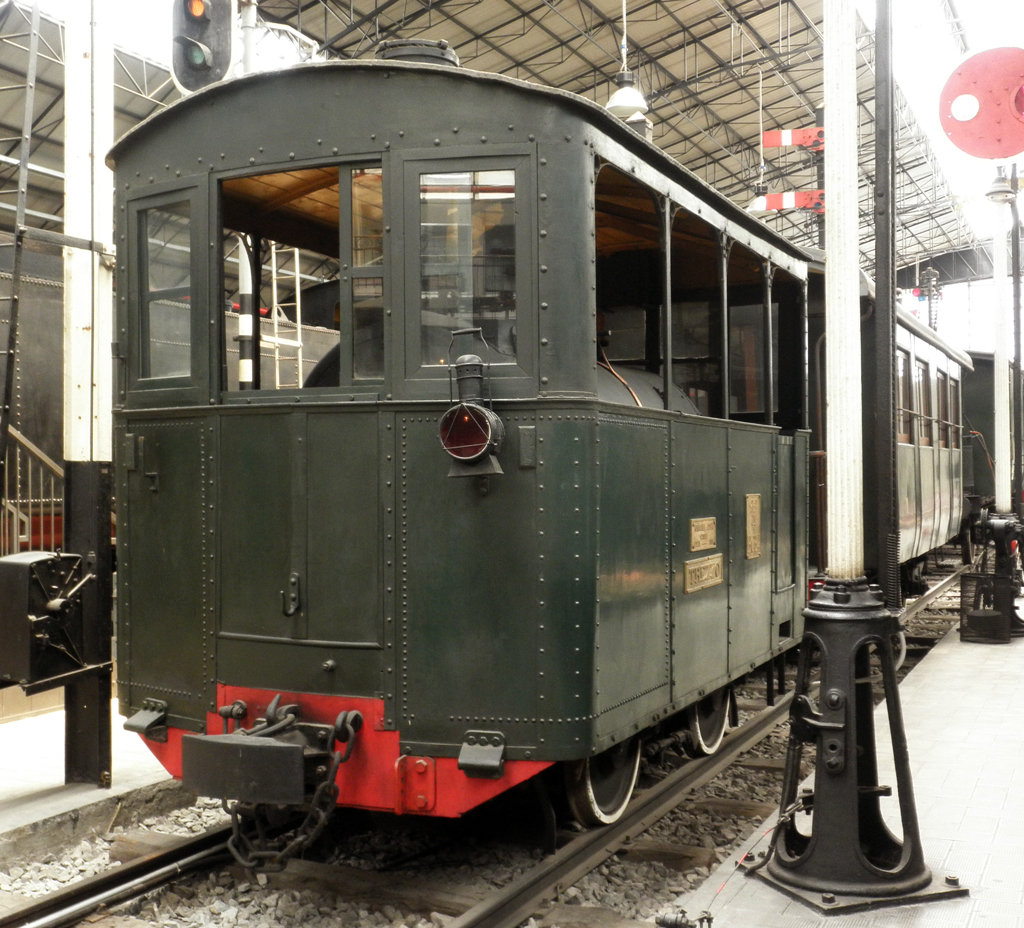
Il "Gamba de legn" al Museo Leonardo da Vinci